# Centre d'évaluation de la sécurité des technologies de l'information
Pour les articles homonymes, voir CESTI.
En France, un Centre d'Évaluation de la Sécurité des Technologies de l'Information (CESTI), est un prestataire de service, indépendant, agréé par l'ANSSI. Il doit respecter les règles du schéma de certification français qui permet deux types d'évaluation :
- Conformité d'un produit aux Critères Communs (CC)
- Certification de Sécurité de Premier Niveau (CSPN)

## Liste des CESTI
Les CESTI agréés pour les évaluations CC et ITSEC dans le domaine technique logiciels et équipements réseaux sont les suivants :
- Amossys  (agréé CESTI depuis novembre 2011[2])
- Oppida

Les CESTI agréés pour les évaluations CC et ITSEC dans les domaines techniques composants électroniques, microélectroniques et logiciels embarqués sont les suivants :
- CEA - Leti
- Serma Safety & Security (Serma group)
- Thales

Les CESTI agrées pour les évaluations CC dans le domaine des équipements matériels avec boîtiers sécurisés sont les suivants:
- Thales
- AMOSSYS + SERMA
- CEA-LETI
- OPPIDA + SERMA

Les CESTI agréés pour la Certification de Sécurité de Premier Niveau (CSPN) sont les suivants :
- ACCEIS
- Amossys
- CEA – Leti
- EDSI
- Lexfo
- Oppida
- Quarkslab
- Serma Safety & Security
- Synacktiv
- Thales
- Trusted Labs